# Скарификация
Скарификацията (на латински: scarifico – драскане) е процес, при който се извършва повърхностно надраскване, изгаряне или разрез по кожата с цел създаване на постоянно изображение или текст върху тялото.

## Видове
Скарификацията не е точна процедура. Променливи като типа кожа, дълбочината на рязане и начинът по който се лекува раната, правят резултата непредсказуем. Методът, който работи върху един човек, може да не работи при друг. Изходният дизайн обикновено е прост, тъй като нанесените белези са склонни да се разпространяват, и техните детайлите се губят по време на лечението.
Сакрификацията може да се извършва по три начина – чрез маркиране, разрязване или претриване:
- Маркиране – то може да бъде горещо, студено и лазерно. Горещото маркиране е подобно на процеса, използван за маркиране на добитък – парче метал се нагрява и се притиска върху кожата.[2]
- Рязане – премахва се част от кожата чрез скалпел. При този метод могат да се получат по-точни контури, и да се изрежат много внимателно съвсем малки детайли.
- Претриване – белезите се формират, чрез отстраняване на слой от кожата, чрез претриване, което може да се постигне, чрез използването на различни абразивни предмети, като например шкурка.

## Лечение
Обичайна практика за лечение на рани от скарификация е използването на раздразнение. Обикновено, колкото по-дълго раната заздравява, толкова по-ясен ще бъде белегът, и поради тази причина раната може да се държи отворена за доста продължително време.